# Pilote-cosmonaute de l'Union soviétique
Pour un article plus général, voir Titres honorifiques, ordres, décorations et médailles de l'Union soviétique.
 (février 2025).
Si vous disposez d'ouvrages ou d'articles de référence ou si vous connaissez des sites web de qualité traitant du thème abordé ici, merci de compléter l'article en donnant les références utiles à sa vérifiabilité et en les liant à la section « Notes et références ».

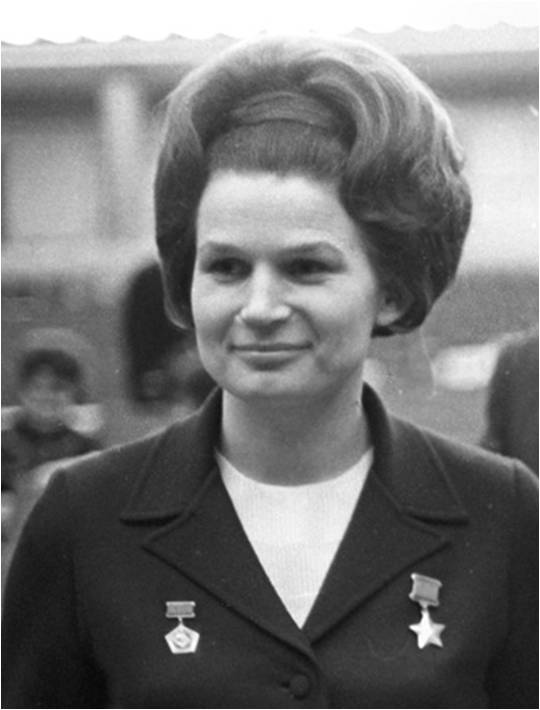
La pilote-cosmonaute Valentina Tereshkova, URSS

Le titre honorifique de Pilote-cosmonaute de l'Union soviétique (en russe : Летчик-космонавт СССР) était une distinction officielle de l'Union des républiques socialistes soviétiques (URSS) accordée à tous les cosmonautes qui ont effectué un vol dans le cadre du programme spatial de l'Union soviétique.

## Historique
Le titre de pilote-cosmonaute de l'Union soviétique a été accordé pour la première fois le 14 avril 1961 à Iouri Gagarine, premier homme à avoir été volé dans l'espace, et a été renommé pilote-cosmonaute de la fédération de Russie le 20 mars 1992 à la suite de la dissolution de l'Union soviétique.

## Description
Cette distinction était généralement accompagnée du titre de héros de l'Union soviétique, la distinction la plus élevée accordée à un citoyen soviétique pour avoir accompli des actes héroïques au service de l'État. 